# 王牌逗王牌
《王牌逗王牌》（英語：Mission Milano），由王晶執導，劉德華、王晶監製，劉德華、黄晓明等領銜主演的喜劇動作片，中国大陆定档2016年9月30日。中國大陸票房2.6億人民幣。

## 劇情簡介
講述寶爺（劉德華飾）與洛家豪（黄晓明飾）、A夢（王祖藍飾）、洛家欣（歐陽娜娜飾）、蘇菲博士（謝依霖飾）等人逗趣又驚心動魄的奪寶故事。

## 演員列表
| 演員     | 角色           | 簡介 |
| 劉德華   | 洪金寶（寶爺） | 国际刑警组织里面破案能力与闯祸能力并列第一的囧探。因上帝種子被盜後，找家豪合作拿回上帝種子。                                        |
| 黄晓明   | 洛家豪         | 侠盗的后代，武功高強。洛家欣的哥哥。他父亲隐退后，自己成为巨富。與金寶合作，找回上帝種子。與鳳舞有感情線。                          |
| 王祖藍   | A夢            | 洛家豪的好兄弟，會日本忍者術。與金寶和家豪找回上帝種子。                                                                            |
| 歐陽娜娜 | 洛家欣         | 侠盗的后代，武功不差。家豪的親妹妹。和哥哥們一起找回上帝種子。                                                                      |
| 王韾瑤   | 洛家豪秘書     | |
| 谢依霖   | 蘇菲博士       | 新月組的研究博士。最後改邪歸正，與A夢相愛。                                                                                         |
| 胡然     | 鳳舞           | 女特工。潛伏新月組，偷取資料。與金寶和家豪找回上帝種子。與家豪有感情線。                                                            |
| 毛俊杰   | 黑衣少女殺手   | K-MAX的女殺手，擁有金鐘罩鐵布衫的功夫。真實身份為雕爺，為了目的不擇手段，弱點在胸部位置。最後因吃入上帝種子使得種子發芽穿出而身亡。 |
| 吳樾     | 鐵鷹           | K-MAX的殺手，武功高強。最後被飛機炸死。                                                                                             |
| 盧惠光   | 鐵虎           | 鐵鷹的大哥，假雕爺，實為雕爺的貼身保鏢，最後被鳳舞殺死。                                                                            |
| 馮寶寶   | 洛老太         | 洛家豪和洛家欣的媽媽，武功高強。得了老人癡呆症。                                                                                    |
| 徐冬冬   | 雪姬           | 新月組首領，偷取上帝種子，最後被K-MAX的人殺死還搶走上帝種子。                                                                       |
| 林琳奇   | 涼子           | 新月組成員，偷取上帝種子。 |
| 張永振   | 太郎           | 新月組成員，偷取上帝種子。 |
| 桑尚慧   | 猿飛           | 新月組成員，偷取上帝種子。 |
| 唐紫睿   | 澳門停車場路人 | 疑似新月組成員，在停車場偷襲洛家豪。                                                                                                |
| 沈騰     | 老K            | 寶爺和鳳舞的上司 |
| 趙英俊   | 兵兵博士       | 国际刑警组织的武器發明博士 |
| 戚薇     | 天娜           | |
| 鄭秀文   | 宝爷老婆       | 客串 |
| 易宇航   | 殺手           | 客串 |

## 發布會
| 日期          | 主要目的                                        | 參加演員                                     |
| ------------- | ----------------------------------------------- | -------------------------------------------- |
| 2016年1月5日  | 宣部電影定檔2016年12月24日                      | 劉德華、黄晓明、王祖藍、胡然、歐陽娜娜、沈腾 |
| 2016年6月10日 | 放出首款預告片，宣布電影提前定檔至2016年10月1日 | 黄晓明、胡然、歐陽娜娜、胡然、徐冬冬、戚薇   |

## 奬項
| 年度   | 颁奖典礼             | 奖项             | 姓名         | 结果 |
| ------ | -------------------- | ---------------- | ------------ | ---- |
| 2017年 | 第八屆金掃帚獎       | 最令人失望影片   | 《偷天任務》 | 提名 |
| 2017年 | 第八屆金掃帚獎       | 最令人失望導演   | 王晶         | 獲獎 |
| 2017年 | 第八屆金掃帚獎       | 最令人失望新導演 | 王晶         | 提名 |
| 2017年 | 第12屆金話梅電影選舉 | 最爛電影導演     | 王晶         | 提名 |
| 2017年 | 第12屆金話梅電影選舉 | 最爛男演員       | 王祖藍       | 提名 |
| 2017年 | 第12屆金話梅電影選舉 | 最爛場面         | 啜毒爛橋     | 提名 |

## 外部連結
- 互联网电影数据库（IMDb）上《王牌逗王牌》的资料（英文）
- 《偷天特務 （页面存档备份，存于）》在香港雅虎的電影頁面（繁體中文）
- 香港影庫上《王牌逗王牌》的資料（繁體中文）
- 时光网上《王牌逗王牌》的資料（简体中文）
- 豆瓣电影上《王牌逗王牌》的資料 （简体中文）

| 新加坡 新传媒8频道 新春特备 下午 4点15分 首播 |
| --------------------------------------------- |
| 偷天特务 2019.02.05                           |